# 谷口研語
谷口研語（たにぐち けんご、1950年 - ）は、日本の歴史学者。元法政大学兼任講師。専攻は日本中世史。

## 来歴
岐阜県生まれ。法政大学大学院人文科学研究科日本史学専攻博士課程単位取得。

## 著書
- 『流浪の戦国貴族近衛前久 天下一統に翻弄された生涯』中公新書、1994
- 『関東の歴史と人びとのくらし』あすなろ書房、1996　しらべ学習に役立つふるさとの歴史と風土
- 『九州・沖縄の歴史と人びとのくらし』あすなろ書房、1996　しらべ学習に役立つふるさとの歴史と風土
- 『近畿の歴史と人びとのくらし』あすなろ書房、1996　しらべ学習に役立つふるさとの歴史と風土
- 『中国・四国の歴史と人びとのくらし』あすなろ書房、1996　しらべ学習に役立つふるさとの歴史と風土
- 『中部の歴史と人びとのくらし』あすなろ書房、1996　しらべ学習に役立つふるさとの歴史と風土
- 『東北の歴史と人びとのくらし』あすなろ書房、1996　しらべ学習に役立つふるさとの歴史と風土
- 『北海道の歴史と人びとのくらし』あすなろ書房、1996　しらべ学習に役立つふるさとの歴史と風土
- 『地名の博物史』PHP新書、1997
- 『美濃・土岐一族』新人物往来社、1997
- 『一冊で読む執権北条時宗と蒙古襲来』成美文庫、2000
- 『犬の日本史 人間とともに歩んだ一万年の物語』PHP新書、2000　のち吉川弘文館　『読みなおす日本史』
- 『地形で読みとく合戦史』PHP新書、2003　「地形」で読み解く日本の合戦文庫
- 『森長可 信長も一目置いた若き猛将「鬼武蔵」』PHP文庫、2006
- 『飛騨三木一族』新人物往来社、2007
- 『ウラ読み「戦国合戦」』PHP文庫、2008
- 『明智光秀 浪人出身の外様大名の実像』洋泉社 歴史新書、2014

### 共著・編
- 『大名たちの構造改革 彼らは藩財政の危機にどう立ち向かったのか』和崎晶共著　ベスト新書、2001
- 『歴史が教えるエコライフ』3巻 編　省エネルギーセンター、2001-02